# Episodi di Guardia costiera (quinta stagione)
La quinta stagione della serie televisiva Guardia costiera è stata trasmessa in anteprima in Germania dalla ZDF tra il 18 settembre 2002 e il 27 novembre 2002.
| nº | Titolo originale        | Titolo italiano | Prima TV Germania | Prima TV Italia |
| -- | ----------------------- | --------------- | ----------------- | --------------- |
| 1  | Piratenkinder           |                 | 18 settembre 2002 |                 |
| 2  | Spionage auf der Ostsee |                 | 25 settembre 2002 |                 |
| 3  | Unter Feuer             |                 | 1º ottobre 2002   |                 |
| 4  | Möweninsel              |                 | 9 ottobre 2002    |                 |
| 5  | Riskantes Glücksspiel   |                 | 16 ottobre 2002   |                 |
| 6  | Absturz in den Tod      |                 | 23 ottobre 2002   |                 |
| 7  | Verbrecherisches Trio   |                 | 29 ottobre 2002   |                 |
| 8  | Übergabe auf See        |                 | 6 novembre 2002   |                 |
| 9  | Kampf in der Tiefe      |                 | 13 novembre 2002  |                 |
| 10 | Die letzte Fahrt        |                 | 27 novembre 2002  |                 |